# 雙湖園
雙湖園，是位於臺灣澎湖縣馬公市菜園里的公園、濕地，雙湖園區雙港溪近海處連通位於興仁里的興仁水庫。

## 簡介
雙湖園是一個低窪地形，原為澎湖軍方所有，軍方將之開闢成兩座人工湖泊，分別是「開元湖」與「惜源湖」，故得名「雙湖園」；並鋪設步道、種植樹林，整建成一座休閒所用的湖濱公園，總面積約為四公頃。
除了平常民眾休閒遊憩所用，由於濕地生態十分豐富、多元，此處也是冬季候鳥過境場所之一。

## 歷史
- 民國82年，國軍在菜園魚塭西邊增建雙湖園人造濕地。[4]

## 軼聞
- 菜園自古以來就是澎湖水源的豐沛之地，所以雙湖園才會變成長年不會乾涸的人工湖泊。清朝時代，菜園有個傳說，據說菜園有一口龍井，屬於會出現皇帝的龍穴，因此相傳澎湖會出位皇帝。後來該井因泉汁甘美被煙客長期佔據，因此朝廷便派了風水師將這處泉水破壞掉，從此澎湖再也出不了皇帝囉。[5]

## 交通
- 湖西小鎮好行巴士
  - 行205縣道路線至站5「菜園社區」
- 開車
  - 從馬公市區沿著204號公路至澎湖遊客中心，右轉205號公路直走，至菜園軍區即可抵達。

## 景點設施
- 人造林
- 賞景步道
- 菜園濕地
- 九如橋
- 賞鳥亭
- 賞鳥長廊
- 賞鳥牆

## 圖輯

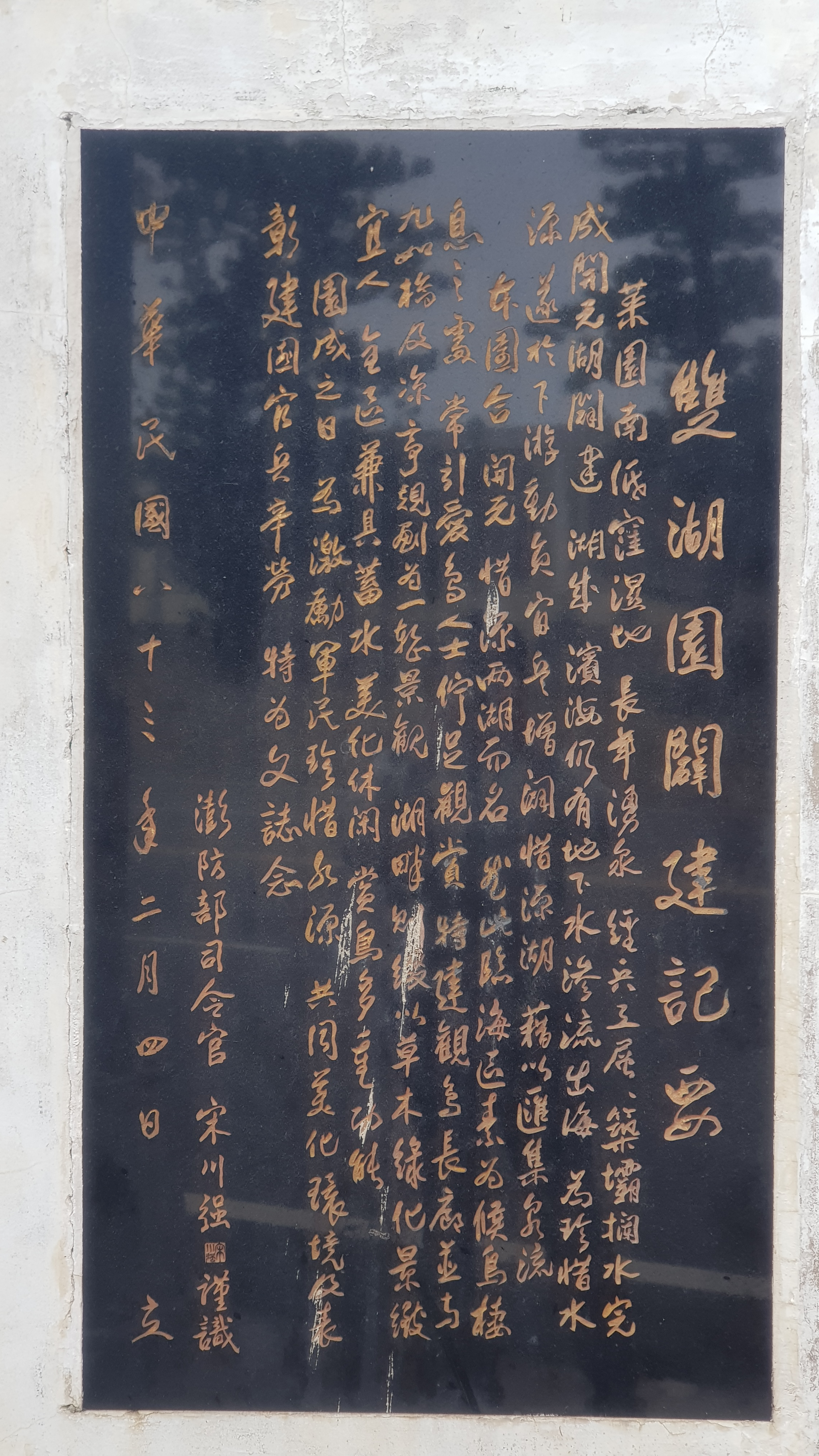
闢建紀要
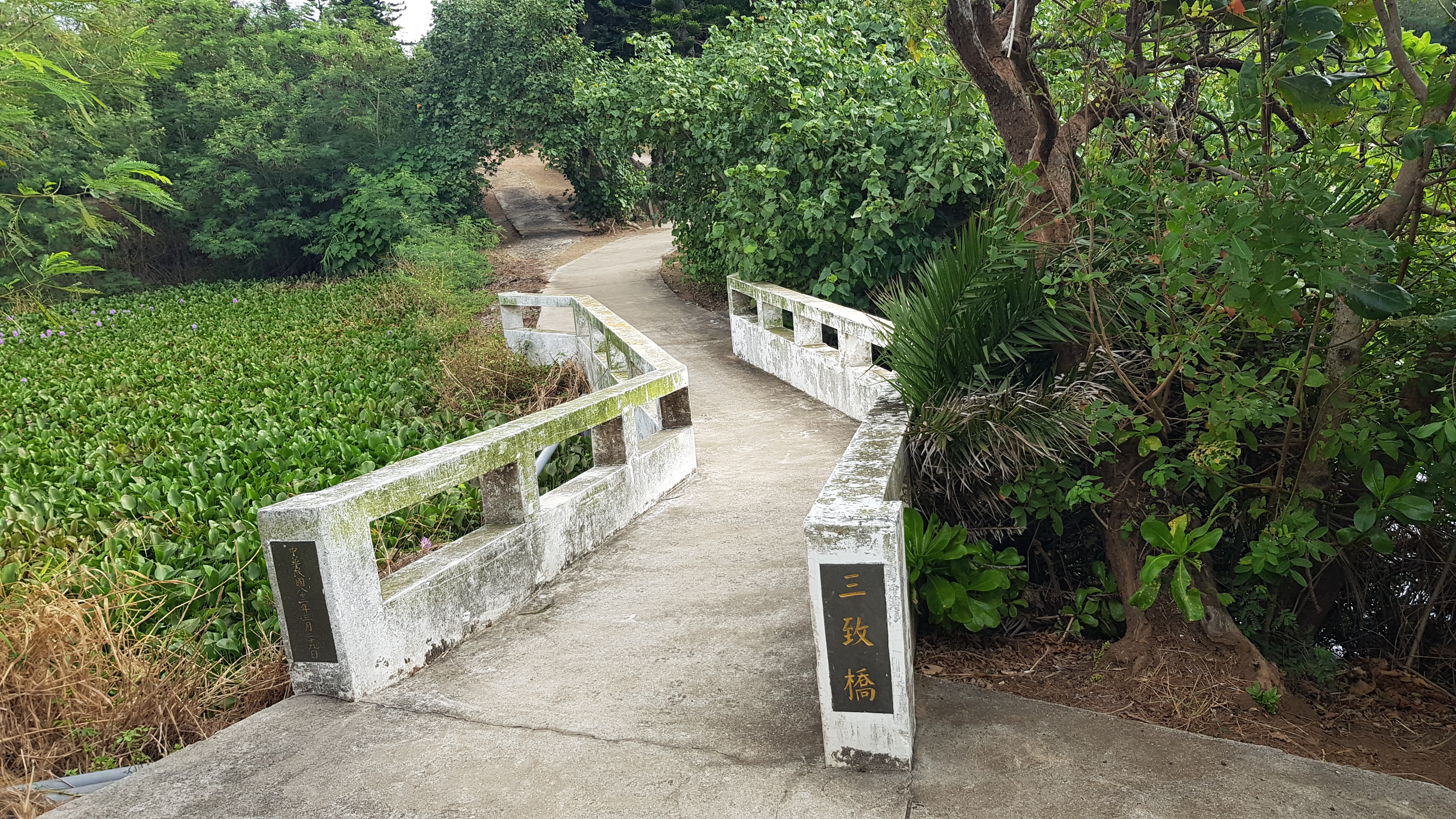
三致橋
大榕樹
惜源湖石碑
水湖
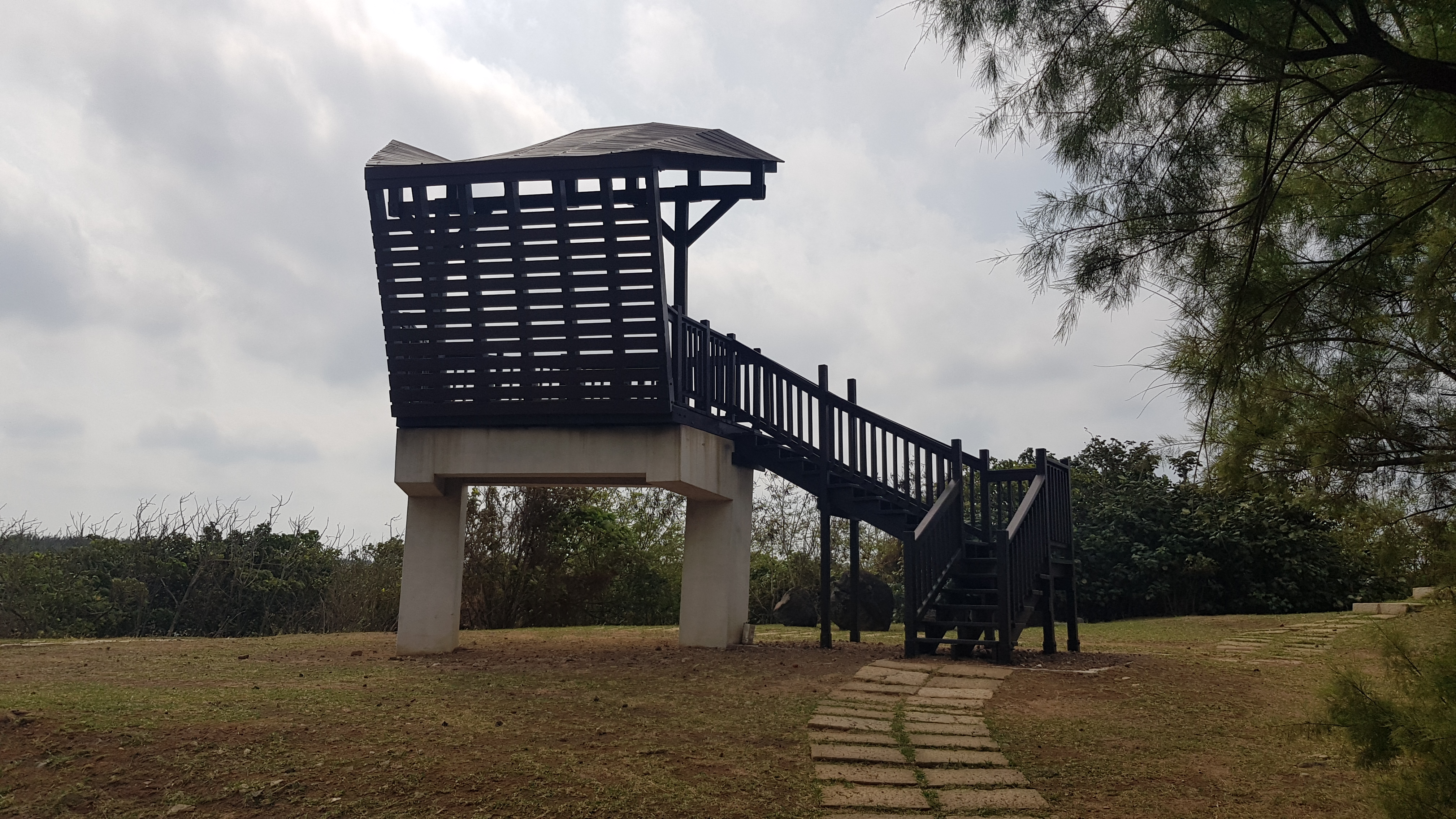
賞鳥亭
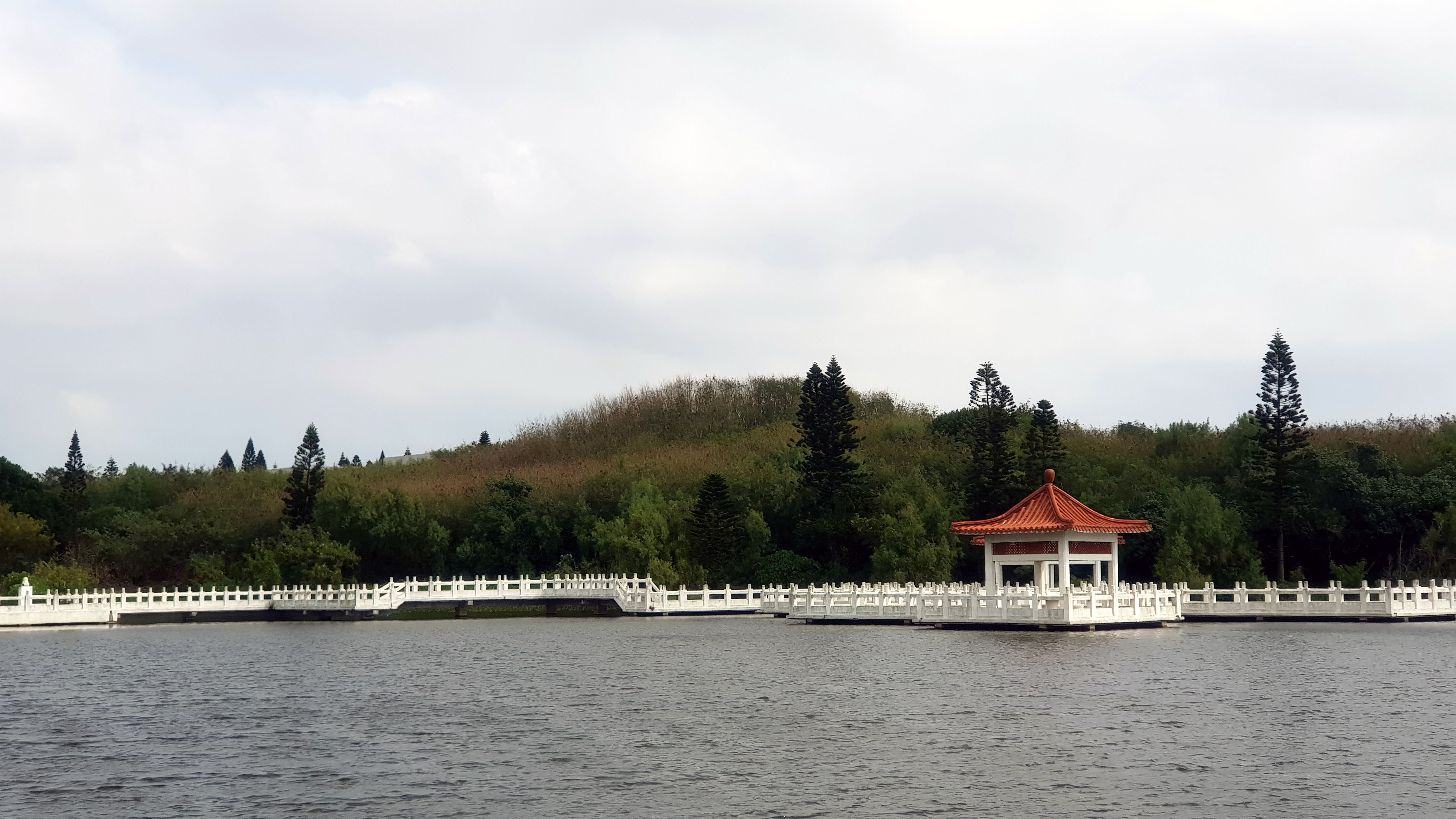
九如橋
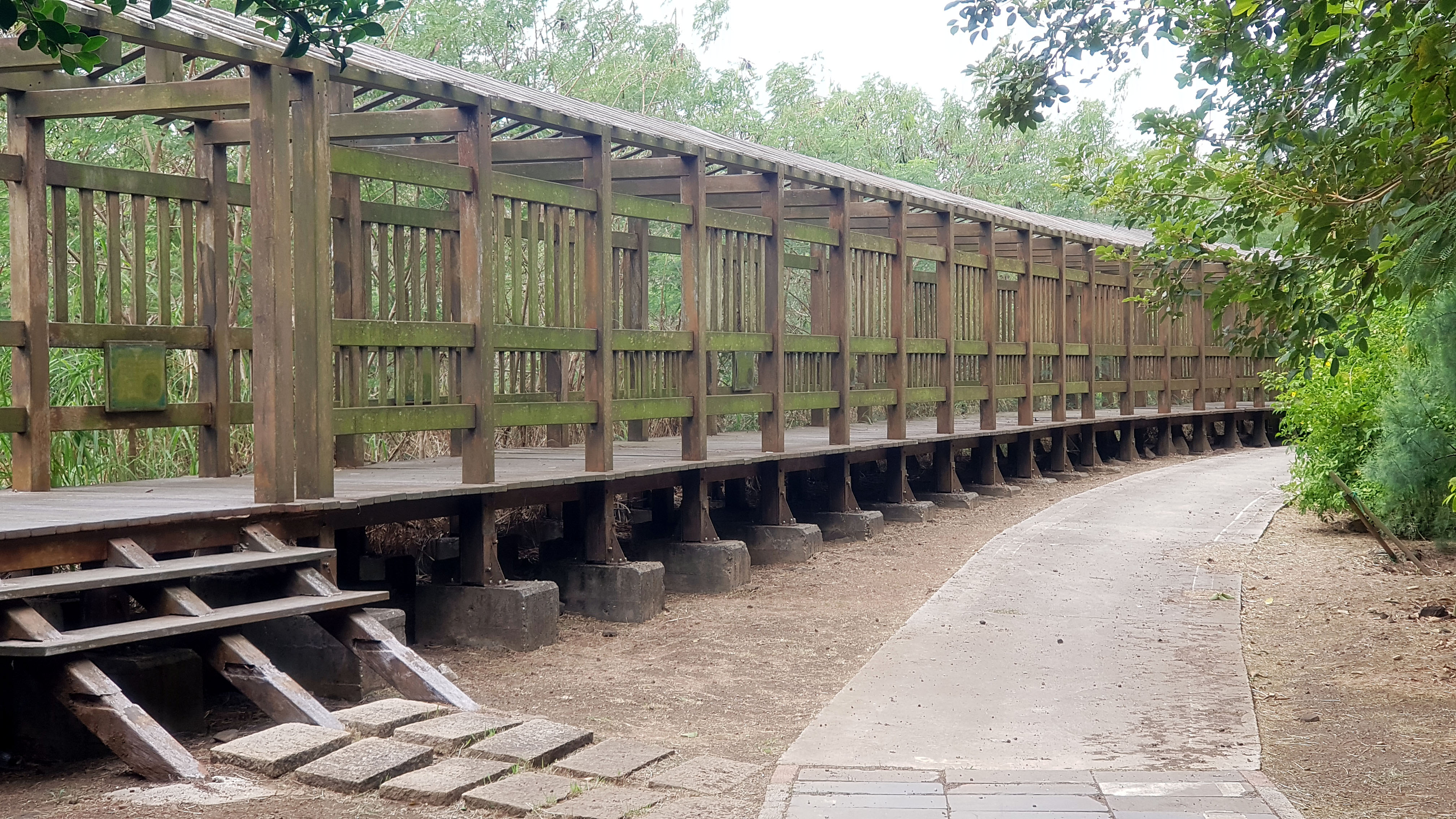
賞鳥長廊

## 外部連結
- 沿著菊島旅行│雙湖園照片導覽 （页面存档备份，存于）